# Nadstaw uszu
Nadstaw uszu (Prick Up Your Ears) – film fabularny, tragikomedia produkcji brytyjskiej, w reżyserii Stephena Frearsa z 1987 r. Film opisuje historię życia Joe Ortona.

## Nagrody i nominacje
Złote Globy 1987
- Najlepsza aktorka drugoplanowa – Vanessa Redgrave (nominacja)

Nagroda BAFTA 1987
- Najlepszy scenariusz adaptowany – Alan Bennett (nominacja)
- Najlepszy aktor – Gary Oldman (nominacja)
- Najlepsza aktorka drugoplanowa – Vanessa Redgrave (nominacja)